# Klackeborgs gård
Klackeborg är en gård i Järstads socken, Mjölby kommun, Östergötlands län.

## Historik
Under medeltiden ägdes större delen av socknen av Klackeborgs ägare.
Aspenäsätten, släkt med Bjälboätten, var de som under andra hälften av 1300-talet bebodde gården och lär ha bemålat kyrkans valv i Järstads kyrka, där bland annat släktens vapensköld är imålad. Gården låg på en udde mellan Skenaån och Svartån i nuvarande Mjölby kommun. Det visas bland annat av en medeltida borganläggning med vallgrav, vallgraven ses ännu torrlagd vid det nuvarande säteriet. En miljö från 1800-talet med en tvåvånings mangårdsbyggnad med tvenne flyglar, ekonomibyggnader, arbetarbostäder och park med vidhängande allé. I fordom gick även järnvägslinjen Skänninge-Linköping förbi säteriet, banvaktsstugan Stagelstorp är en kvarlämning därifrån.

### Ägare
Från år 1616 tillhörde egendomen riksrådet Jöns Kurck och därefter hans son riksrådet Knut Kurck. Därefter av översten Evert Horn som var gift med Gustaf Kurcks systerdotter Märta Oxenstierna. År 1684 såldes Klackeborg tillsammans med Kopparp som varit rå och rör, och andra gårdar till kungliga rådet Erik Lindsköld. Som även 1687 ägdes Glänstorp med mera. Presidenten Anders Lilliehöök som avled 1685 skrev sig även till Klackeborg. År 1700 tillhörde egendomen Lindskölds änka Elisabeth Kronström, samt efter hennes död 1718 och ännu 1726 hennes arvingar.